# Жан-Батист Лили
Жан-Батист Лили (фр. Jean-Baptiste Lully, итал. Giovanni Battista Lulli; Фиренца, 28. новембар 1632 — Париз, 22. март 1687), је био француски композитор италијанског порекла, главни музичар на двору краља Луја XIV. Поред компоновања, свирао је виолину, дириговао, плесао и радио као музички педагог.
Постао је штићеник двора када му је мајка умрла и послат је у једну племићку француску породицу са 13 година као собар. Ту је научио да свира гитару, оргуље, виолину и плес и упознао је композитора Мишела Ламбера који га је увео у друштво и касније му постао таст.
Постао је краљев плесач и музичар, и у 30. години је био на челу дворске музике.
У својим драмско-музичким остварењима (tragédie mise en musique - музичким трагедијама, како их је називао), тежио је драмским ефектима, које је наглашавао учешћем хора, балета, и раскошном сценографијом. Његова дела су означила почетак оперске традиције у Француској. Написао је 17 опера, више симфонија, арије за виолину, увертире, мису, дивертисмане.
Од повреде ножног палца коју је сам себи нанео својом тешком диригентском палицом довела је до његове смрти 1687. године.